# Bílá Voda (ort)
Bílá Voda är en ort i Tjeckien. Den ligger i den östra delen av landet, 170 km öster om huvudstaden Prag. Bílá Voda ligger 498 meter över havet och antalet invånare är 298.
Terrängen runt Bílá Voda är huvudsakligen lite kuperad. Bílá Voda ligger nere i en dal. Runt Bílá Voda är det ganska tätbefolkat, med 60 invånare per kvadratkilometer. Närmaste större samhälle är Šumperk, 17,0 km öster om Bílá Voda. Omgivningarna runt Bílá Voda är en mosaik av jordbruksmark och naturlig växtlighet.